# Mátyásdomb
Mátyásdomb je obec v Maďarsku v župě Fejér v okrese Enying.
Má rozlohu 35,39 km² a v roce 2013 zde žilo 791 obyvatel.

## Historie
Vesnice byla založena v roce 1952, nicméně své předchůdce měla už ve středověku. Jméno Mátyásdomb získala obec v červnu 1952 na počest Mátyáse Rákosiho, který tento rok slavil šedesáté narozeniny. V roce 1958 zde stálo už 193 domů.